# Ch’aska Anka Ninawaman
Ch'aska Eugenia Anka Ninawaman, geborene Eugenia Carlos Ríos (* 1973 in Chisikata, Provinz Espinar, Region Cusco, Peru) ist eine peruanische Dichterin, die auf Cusco-Quechua und Kichwa schreibt.

## Leben
Ch'aska Anka Ninawaman wuchs anfangs im Quechua-Dorf Chisikata auf, musste jedoch mit sechs Jahren nach Yauri und mit sieben nach Arequipa ziehen, um dort als Hausmädchen zu arbeiten. Ihre Mutter Lucía Ríos, von der César Itier drei traditionelle Erzählungen aufgezeichnet hat, lebte vom Handel mit Alpaka-Wolle, später mit Heilkräutern.
Mit 15 Jahren ging sie zur schulischen Ausbildung nach Cuzco und arbeitete dort auch als Übersetzerin für Spanisch und Quechua. Als junge Studentin änderte sie ihren spanischen Namen Eugenia Carlos Ríos ins Quechua Ch'aska Anka Ninawaman, was „Morgenstern“ (Venus), „Adler“ und „Feuerfalke“ bedeutet, „von meinem rebellischen poetischen Quechua-Volk“.
Ch'aska Anka Ninawaman studierte an der Universidad Nacional de San Antonio Abad del Cusco Erziehung und schrieb ihre Arbeit für das Lizenziat (Licenciatura) zum Thema „Mündliche Literatur an der Schule von Choqecancha“ vollständig auf Quechua. Es gab keinen peruanischen Professor, der sicher genug Quechua sprach, um die Verteidigung der Arbeit entgegenzunehmen, weshalb der Linguist Bruce Mannheim aus den USA dies übernahm.
Ch'aska Anka Ninawaman machte ihren Magister in Sozialwissenschaften zu ethnischen Studien an der Facultad Latinoamericana de Ciencias Sociales (FLACSO) in Quito und ging sodann als Dozentin für Quechua an das INALCO in Paris.
Ihren ersten Gedichtband Ch'askaschay auf Cusco-Quechua veröffentlichte sie mit beigefügter spanischer Übersetzung 2004 in Quito. Sie lernte in Ecuador auch das dortige Kichwa. Von ihren 2010 in T'ika Chumpicha ebenfalls in Quito herausgegebenen Gedichten sind einige auf Kichwa und andere auf Cusco-Quechua. Nach ihrer Aussage gab es in ihrem Dorf und ihrer Familie das gesamte Repertoire ungeschriebener Poesie, das sie seit ihrer Kindheit gehört hat. Im Gegensatz zur Welt des geschriebenen Wortes bewahren die Menschen aus Ch'isikata, einer Welt des gesprochenen Wortes, die Erzählungen und Gedichte in ihrem Kopf und nicht auf Papier. Deswegen ist T'ika Chumpicha eine „Antwort auf die Poesie der mündlichen Quechua-Welt“.

## Werke

### Gedichtbände
- Poesía en quechua : chaskaschay. Editorial Abya Yala, Quito 2004, ISBN 9978-22-355-X.
- T’ika Chumpicha. Mama P’itikina. Poesía moderna en Kichwa ecuatoriano y Quechua peruano. Editorial Abya Yala, Quito 2010.

### Artikel
- La producción literaria en el idioma quechua como una alternativa en el fortalecimiento de la identidad e interculturalidad. In: Ariruma Kowii, J. A. Fernández Silva (Hrsg.): Identidad lingüística de los pueblos indígenas de la región andina. Universidad Andina Simón Bolívar, Sede Ecuador, Ediciones Abya-Yala, Quito 2005 / Instituto Ítalo-Latino Americano, Roma, S. 153–177.
- T’ika Chumpicha. Poesía oral quechua-kichwa. Runasimipi puymamanta. In: Ómnibus. Nº 13, 2007.
- Juego de enamoramiento en el Ejido : identidades e imaginarios de las jóvenes de Atápulo. Tesis. Universidad Politécnica Salesiana : FLACSO Ecuador, Quito 2011.